# Ricardo Rosset
Ricardo Rosset (São Paulo, 27 de julho de 1968) é um ex-automobilista brasileiro de Fórmula 1, que competiu entre 1996 e 1998, não obtendo porém os mesmos bons resultados das categorias anteriores. Atualmente trabalha como comentarista de corridas da Rádio Jovem Pan desde 2011, além de correr na Porsche GT3 Cup.

## Carreira
Rosset começou a correr de kart em 1989, aos 21 anos, idade considerada bastante avançada para essa categoria (20-21 anos).
Em 1990, participaria do campeonato paulista de kart e em 1991, correria na Fórmula Alpie e na Fórmula Ford brasileira. No final de 1991, ainda faria um teste na Fórmula Opel, que fez com que o brasileiro fosse contratado pela equipe PTM, para a disputa do campeonato europeu do ano seguinte.
No ano de 1993, Rosset sagraria-se campeão da Inglaterra na Fórmula Vauxhall. Disputaria ainda nesse ano, a Fórmula 3 britânica, palco das vitórias de Emerson Fittipaldi, Nelson Piquet, Ayrton Senna e Rubens Barrichello. Terminou o campeonato na 6ª posição.
Em 1994, disputaria mais uma temporada na Fórmula 3, melhorando sua posição no campeonato, ao obter o quarto lugar.
Na temporada de 1995, Ricardo foi tentar a sorte na Fórmula 3000. Na etapa de Silverstone, na Inglaterra, marcou a pole e venceu a prova, primeira da temporada. Terminou o ano como vice-campeão, vencendo também o GP do Mediterrâneo. O campeão foi o italiano Vincenzo Sospiri, seu companheiro na equipe Super Nova.

## Fórmula 1

### 1996: Footwork
Seu bom desempenho em 1995 fez com que a equipe Arrows de Tom Walkinshaw (na época, Footwork) o contratasse para a temporada de 1996. A estreia deu-se no GP da Austrália, corrida em que terminou na 9ª colocação. Com um carro fraco, Rosset não conseguiu mostrar seu talento e as últimas posições no grid seriam uma constante na temporada, sendo superado em todos os treinos de classificação pelo holandês Jos Verstappen.
No GP da Hungria, chegou em 8º lugar e na Bélgica, foi o 9º. Em 1997, a Arrows (que voltou a utilizar o nome original) contrataria o campeão de 1996, Damon Hill, e o herdeiro do Grupo Pão de Açúcar, Pedro Paulo Diniz, deixando Rosset sem equipe.

### 1997: única corrida pela Lola
Também em 1997, foi contratado pela novata equipe MasterCard Lola, fazendo dupla com Vincenzo Sospiri, ex-companheiro do brasileiro na F-3000. A escuderia tinha planos ambiciosos para o campeonato, mas havia um problema: a escassez de tempo hábil para desenvolver o carro. Rosset tentou classificar o carro para o GP da Austrália, mas a dupla não teve sucesso algum. A lentidão do Lola T97/30 era nítida: Rosset e Sospiri fizeram, respectivamente, tempos 12,71 e 11,60 segundos acima da pole-position, conquistada por Jacques Villeneuve.
A Lola viajou para o Brasil para tentar disputar a prova, porém, a MasterCard, ao saber do fiasco na etapa anterior, cancelou o patrocínio, fazendo com que Rosset e Sospiri perdessem a vaga para o restante do campeonato.
Entre a apresentação do carro e o fim da equipe, passaram-se apenas 34 dias.

### 1998: temporada complexa na Tyrrell
No ano de 1998, Rosset conseguiu um contrato com a tradicional equipe Tyrrell, que havia sido vendida para o grupo que formaria a equipe BAR. Seu companheiro de equipe seria o japonês Toranosuke Takagi, promovido à titular após um ano como piloto de testes. Ken Tyrrell não queria que Ricardo fosse contratado - Jean-Christophe Boullion, Jos Verstappen, Tom Kristensen e Norberto Fontana também foram cogitados para pilotar o carro #20. Mas a Reynard Motorsport exigiu a contratação do brasileiro e Ken, aborrecido, deixou a equipe.
Outra condição que prejudicou a temporada de Rosset foi, além da preferência da Tyrrell por Takagi - ao ponto do brasileiro pilotar um carro, que já era defasado, remendado com peças tiradas do japonês, que andava rápido em alguns treinos (chegou a largar em 13º na Austrália) -, o fato dele ter sido anunciado somente em meados de fevereiro, perdendo grande parte dos testes de pré-temporada.
Desprestigiado, Rosset tentou compensar a falta de velocidade do Tyrrell 026 e a ausência de resultados com uma pilotagem agressiva, que ocasionaria uma série de erros e acidentes. Em Mônaco, o brasileiro rodou na curva da Piscina e ao tentar voltar, acelerou demais e bateu no guard-rail do outro lado da curva. Na mesma pista, envolveu-se em acidente com Jacques Villeneuve, gerando críticas do canadense.
Enquanto Takagi conseguia extrair o máximo do carro, Ricardo viu a equipe trabalhar contra ele: mecânicos e engenheiros faziam ajustes errados e calibravam os pneus de seu monoposto da mesma forma; Até uma brincadeira de mau gosto foi feita: um mecânico trocou das letras "R" e "T" da palavra Rosset na placa de avisos, formando Tosser ("punheteiro", em inglês). Acidentes nos GP's da Alemanha, Hungria e Bélgica (fez um strike em cinco carros no enorme acidente da largada) arruinaram sua já baixa autoestima.
A última prova disputada por Rosset foi o GP de Luxemburgo, onde abandonou. Ele não chegou a se classificar para o GP do Japão, após sofrer um acidente. Depois disto, ele anunciou que sua carreira como piloto estava encerrada, aos trinta anos de idade.

### Carreira pós-Formula 1
Depois de abandonar o automobilismo, Rosset decidiu se concentrar aos seus negócios no Brasil, sobretudo no ramo de roupas esportivas. Contudo, em 2008 retornou às corridas no Campeonato Brasileiro de GT3, patrocinado pelo cineasta brasileiro Walter Salles, que chegou a competir ao lado dele. Após oito corridas, a dupla venceu três em seu Ford GT terminando em segundo na classificação geral.
Em 2010, disputou a Porsche GT3 Cup, deixando pela segunda vez de competir após vencer o campeonato. Porém, Rosset decidiu retomar a carreira pela terceira vez, novamente na Porsche Cup.

### Resultados na Fórmula 1[4]
(legenda) 
| Ano  | Equipe                         | Chassis | Motor               | 1         | 2         | 3         | 4         | 5         | 6         | 7         | 8         | 9         | 10        | 11       | 12       | 13        | 14        | 15        | 16       | 17  | Pontos | Posição  |
| ---- | ------------------------------ | ------- | ------------------- | --------- | --------- | --------- | --------- | --------- | --------- | --------- | --------- | --------- | --------- | -------- | -------- | --------- | --------- | --------- | -------- | --- | ------ | -------- |
| 1996 | Footwork Arrows Hart           | FA17    | Hart 830 V8         | AUS 9 G   | BRA Ret G | ARG Ret G | EUR 11 G  | SMR Ret G | MON Ret G | ESP Ret G | CAN Ret G | FRA 11 G  | GBR Ret G | GER 11 G | HUN 8 G  | BEL 9 G   | ITA Ret G | POR 14 G  | JPN 13 G |     | 0      | NC (18º) |
| 1997 | MasterCard Lola Formula 1 Team | T97/30  | Ford ECA Zetec-R V8 | AUS NQ B  | BRA       | ARG       | SMR       | MON       | ESP       | CAN       | FRA       | GBR       | GER       | HUN      | BEL      | ITA       | AUT       | LUX       | JPN      | EUR | -      | -        |
| 1998 | PIAA Tyrrell                   | 026     | Ford JD Zetec-R V10 | AUS Ret G | BRA Ret G | ARG 14 G  | SMR Ret G | ESP NQ G  | MON NQ G  | CAN 8 G   | FRA Ret G | GBR Ret G | AUT 12 G  | GER NQ G | HUN NQ G | BEL DNS G | ITA 12 G  | LUX Ret G | JPN NQ G |     | 0      | NC (20º) |